# Peyrieu
Peyrieu är en kommun i departementet Ain i regionen Auvergne-Rhône-Alpes i östra Frankrike. Kommunen ligger  i kantonen Belley som ligger i arrondissementet Belley. Kommunens areal är 14,13 km². År 2022 hade Peyrieu 918 invånare.

## Befolkningsutveckling
Antalet invånare i kommunen Peyrieu
Referens: INSEE